# Peggy Wood
Peggy Wood (ur. 9 lutego 1892, zm. 18 marca 1978) — amerykańska aktorka filmowa i telewizyjna.

## Filmografia
seriale
- 1948: The Philco Television Playhouse
- 1950: Pulitzer Prize Playhouse
- 1956: Zane Grey Theater

film
- 1929: Wonder of Women jako Brigitte
- 1939: Córka gospodyni jako Olga
- 1948: Dream Girl jako Lucy Allerton
- 1960: Historia Rut jako Noemi
- 1965: Dźwięki muzyki jako Matka Przełożona

## Nagrody i nominacje
Została nominowana do Oscara, nagrody Złotego Globu i nagrody Emmy.